# 제임스 4세
제임스 4세(James IV , 1473년 3월 17일 ~ 1513년 9월 9일)는 스코틀랜드의 국왕(재위 1488년 6월 11일 ~ 1513년 9월 9일)이다. 정열이 넘치고 인기 있는 통치자였으며 왕권의 통제아래 나라를 통합하고 왕실재정을 굳건하게 함으로써 유럽의 정치 판도에서 스코틀랜드의 위상을 높였다.

## 생애

### 즉위 초기
부왕인 제임스 3세가 1488년 6월 11일 반란군과의 전투에서 전사한 후 왕위를 계승했다. 15세에 왕이 된 그는 정치에 즉각 적극적 참여했다. 서부와 북부 스코틀랜드처럼 인구가 희박한 지역까지 자신의 권위를 확대하고 1493년 무렵에는 아일랜드의 영주 세력까지 모두 진압했다. 그의 치세기 동안 이룩된 국내의 평화는 잉글랜드와의 전쟁으로 깨졌다. 제임스 4세는 1495년 잉글랜드와 맺은 휴전협정을 깨고 잉글랜드의 왕위를 주장하는 퍼킨 워벡을 지지한다는 명분 아래 잉글랜드를 침공할 태세를 갖추었다. 전쟁은 몇 군데 국경지방을 공격하는 데 그쳤고 1497년 12월 '7년 평화조약'이 체결되었다. 그러나 국경지방에 대한 공격은 계속되었다. 1503년 제임스 4세는 잉글랜드의 왕 헨리 7세의 맏딸인 마거릿 튜더와 결혼했고 덕분에 잉글랜드와 스코틀랜드의 관계는 훨씬 안정을 되찾았다. 이 결혼으로 1세기 후에 제임스 4세의 증손자인 스튜어트 왕가 출신의 군주 스코틀랜드의 제임스 6세는 잉글랜드의 제임스 1세로 영국 왕위에 등극하게 되었다. 제임스 4세의 위신은 점점 높아갔고 유럽 대륙의 통치자들과 대등하게 협상을 할 수 있을 정도로 격상했다.

### 잉글랜드와의 충돌
그러나 잉글랜드와의 관계는 처남이자 잉글랜드의 왕인 헨리 8세와 충돌함으로써 약화되었다. 1512년 제임스 4세는 잉글랜드와 유럽의 주요 세력들에 대항해서 프랑스와 동맹을 맺었다. 1513년 헨리 8세가 프랑스를 침공했을 때 제임스 4세는 고문관들의 충언을 무시하고 프랑스를 돕기로 결정한 후 잉글랜드로 진군했다. 1513년 8월 북부 잉글랜드에서 4채의 성을 탈환했으나 그의 군대는 1513년 9월 9일 브랜스턴 근처에서 벌어진 플라든 전투에서 무참히 패했다. 제임스 4세는 말에서 내려와 싸우다가 전사했고 그가 거느린 귀족들 대부분도 희생되었다. 제임스는 살아남은 적자로는 아들 1명을 남겼고 그가 왕위를 계승해 제임스 5세로 즉위했다. 제임스 4세가 세상을 떠나자 스코틀랜드는 웨일스와 함께 제임스 5세가 전쟁을 일으킬 때까지 잉글랜드의 헨리 8세에 의해 점령당했다. 제임스 4세는 스코틀랜드에서 유능한 왕으로 기억되고 있다.